# Список водохранилищ Московской области

Водохранилища Московской области Российской Федерации — искусственные водоемы (не являющиеся прудами), созданные на реках на территории Московской области. В настоящее время на территории Подмосковья расположено 13 водохранилищ, указанных в нижеприведённой таблице.
Примечания к таблице:

Наименования водохранилищ приведены в алфавитном порядке.

Буква К рядом с названием водохранилища обозначает его расположение в составе канала имени Москвы.
| Фото | Название водохранилища                  | Район / городской округ | Площадь (км²) | Год заполнения | Расположение на картах | Координаты                                 |
| ---- | --------------------------------------- | ----------------------- | ------------- | -------------- | ---------------------- | ------------------------------------------ |
|      | Верхнерузское                           | Шаховская               | 9,4           | 1988           | 1977; 2000             | 55°57′04″ с. ш. 35°26′35″ в. д.            |
|      | Иваньковское прост. Московское море (К) | Талдомский              | 327           | 1937           | 1964; 1977             | 56°47′52″ с. ш. 36°53′46″ в. д.            |
|      | Икшинское (К)                           | Дмитровский Мытищи      | 8,4           | 1937           | 2000                   | 56°08′01″ с. ш. 37°32′23″ в. д. [уточнить] |
|      | Истринское                              | Солнечногорский Истра   | 33,6          | 1935           | 1964; 1977; 2000       | 56°01′44″ с. ш. 36°49′43″ в. д.            |
|      | Клязьминское (К)                        | Химки Мытищинский       | 16,2          | 1936—1937      | 1964; 2000             | 55°59′27″ с. ш. 37°33′59″ в. д.            |
|      | Можайское прост. Можайское море         | Можайский               | 30,7          | 1960—1962      | 1964; 1977; 2000       | 55°35′10″ с. ш. 35°50′14″ в. д.            |
|      | Озернинское                             | Рузский                 | 23,1          | 1967           | 1977; 2000             | 55°45′54″ с. ш. 36°12′18″ в. д.            |
|      | Пестовское (К)                          | Мытищи Пушкинский       | 11,6          | 1937           | 2000                   | 56°04′35″ с. ш. 37°40′29″ в. д.            |
|      | Пироговское (К)                         | Мытищи                  | нет данных    | нет данных     | 2000                   | 55°58′36″ с. ш. 37°40′52″ в. д.            |
|      | Пяловское (К)                           | Мытищи                  | 6,3           | 1937           | 2000                   | 56°01′55″ с. ш. 37°41′15″ в. д.            |
|      | Рузское                                 | Рузский Волоколамский   | 33            | 1965—1966      | 1977; 2000             | 55°47′26″ с. ш. 31°01′32″ в. д.            |
|      | Учинское Акуловское (К)                 | Пушкинский Мытищинский  | 19,3          | 1937           | 1964; 1977; 2000       | 56°02′18″ с. ш. 37°45′20″ в. д.            |
|      | Химкинское                              | Москва и Химки          | 4             | 1937           | 2000                   | 55°51′00″ с. ш. 37°27′45″ в. д.            |